# Parc national du Gunung Leuser
Le parc national du Gunung Leuser est un parc national situé dans le nord de l'île indonésienne de Sumatra, à cheval sur les provinces d'Aceh et de Sumatra du Nord. Il est nommé d'après le mont Leuser (gunung Leuser en indonésien), qui culmine à 3 381 mètres.

## Géographie
Le parc a une superficie de 9 500 km2. Il contient notamment le sanctuaire pour orang-outan de Bukit Lawang. Le parc est également reconnu en tant que réserve de biosphère par l'Unesco depuis 1981.
Avec les parcs nationaux de Bukit Barisan Selatan et Kerinci Seblat, Gunung Leuser forme un « patrimoine des forêts tropicales ombrophiles de Sumatra » inscrit à la liste du patrimoine mondial de l'UNESCO.

## Écologie
Le parc national du Gunung Leuser est l'un des deux endroits où on trouve encore des orangs-outans. En 1971, Herman Rijksen y a construit la station de recherche Ketambe, spécialisée dans la recherche sur les orangs-outans.
On y trouve aussi près de 25 rhinocéros de Sumatra (Il ne reste qu'environ 200 rhinocéros de cette espèce en Indonésie et en Malaisie).

### Menaces
En novembre 1995 le gouvernement du kabupaten de Langkat a proposé une route pour connecter Sapo Padang, une enclave à l'intérieur du parc. 34 familles vivant dans l'enclave ont formé une coopérative en mars 1996, pour développer une plantation de palmiers à huile. Cette requête a été acceptée et le projet a entraîné la déforestation de 42,5 km2.